# تشرخة بيان (مقاطعة دهغلان)
تشرخة بيان (بالفارسية: چرخه بیان) هي قرية تقع في قسم قوري تشاي الريفي (مقاطعة دهغلان) في إيران. يقدر عدد سكانها بـ 109 نسمة بحسب إحصاء 2016.